# Satsuki Yukino
Satsuki Yukino (jap. ゆきの さつき Yukino Satsuki; właściwie Yuki Inoue (jap. 井上 由起 Inoue Yuki), ur. 25 maja 1970 w Kioto) – japońska seiyū. Do 2016 roku pracowała dla Ken Production.

## Wybrane role
- 1995: Shin-chan – różne postacie
- 1997: Vampire Princess Miyu –
  - Yamanouchi Yō (odc. 1),
  - Michiko (odc. 7)
- 1997–2015: Pokémon –
  - Atsuko,
  - Emily,
  - Chie,
  - Ayano,
  - Muto,
  - młody Hyouta,
  - Momoan,
  - nauczycielka w przedszkolu,
  - matka Reda,
  - Mache
- 1998: Trigun –
  - Milly Thompson,
  - Kuroneko-sama
- 1999: Excel Saga – Ropponmatsu
- 1999: Chibi Maruko-chan – Rie-chan
- 2000: Love Hina –
  - dziewczyna (odc. 2),
  - Mutsumi Otohime
- 2000–2004: InuYasha – Kagome Higurashi
- 2001: X – Hokuto Sumeragi
- 2001: Angelic Layer – Tamayo Kizaki
- 2001: Captain Tsubasa: Road to 2002 –
  - młody Taro Misaki,
  - młody Masao Tachibana
- 2001: Prétear – Mayune Awayuki
- 2001: Hikaru no go –
  - Harumi Ichikawa,
  - Ichikawa-san
- 2002: Full Metal Panic! – Kaname Chidori
- 2002: Tokyo Mew Mew – nauczycielka w przedszkolu (odc. 20)
- 2002: Ai yori aoshi – Tina Foster
- 2003: Ashita no Nadja – Madeline (odc. 6)
- 2003: D.N.Angel – Freedert (odc. 23–24)
- 2003: Last Exile – Madame Madosein
- 2003: Takahashi Rumiko gekijō –
  - Yukari (odc. 2),
  - Emiri (odc. 3),
  - Koizumi (odc. 7),
  - pani Kobato (odc. 8)
- 2003: Planetes – Ai Tanabe
- 2003: Ai Yori Aoshi ~Enishi~ – Tina Foster
- 2004: Tactics – Kosome (odc. 2)
- 2004: Genshiken – Saki Kasukabe
- 2005–2012: Bleach – Yoruichi Shihouin (ludzka postać)
- 2005: Full Metal Panic! The Second Raid – Kaname Chidori
- 2005: Hell Girl – Ayaka Kurenai (odc. 7)